# Willem van Vloten

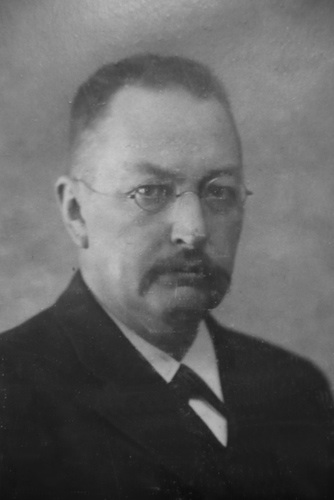
Willem van Vloten

Willem van Vloten (* 13. September 1855 in Deventer, Niederlande; † 26. Oktober 1925 in Nunspeet) war ein niederländischer Hütteningenieur, der als technischer Direktor beim Hörder Bergwerks- und Hütten-Verein in Dortmund, dem späteren Phoenix, maßgeblich die technologische Entwicklung des Hochofenbetriebes voranbrachte.

## Leben
Willem van Vloten war der älteste Sohn des niederländischen Philosophie-Professors Johannes van Vloten. Er studierte an der Bergakademie Clausthal und legte dort 1875 sein Examen ab. Danach war er zunächst an der Georgsmarienhütte bei Osnabrück tätig und ein Jahr lang als Bergingenieur in Spanien. Er kehrte zurück nach Deutschland und wurde Hochofenbetriebsleiter bei der Dortmunder Union. 1884 heiratete er Marie Helene Wagner, Tochter des Dortmunder Maschinenfabrikanten Wagner.
1893 wechselte er, ebenfalls als Leiter des Hochofenbetriebes, zum Hörder Bergwerks- und Hüttenverein. Dort wurde er später zum technischen Direktor ernannt und führte das Werk, das 1906 mit der Phoenix AG fusionierte, bis zu seiner Pensionierung im Jahre 1917. In dieser Zeit hat Willem van Vloten große Verdienste um die Erforschung des Hochofenbetriebs und der Verwertung der Hochofengichtgase erlangt und mehrere Berichte in Stahl und Eisen, der Zeitschrift für das deutsche Eisenhüttenwesen, veröffentlicht. Unter seiner Führung wurde in Hörde die erste Großgasmaschine auf dem Festland in Betrieb genommen. Seit dem Gründungsjahr 1880 war er Mitglied im Verein Deutscher Eisenhüttenleute (VDEh), der ihn 1910 in den Vorstand berief.
Nach seiner Pensionierung ließ er sich auf seinem Landgut in Nunspeet nieder und widmete sich der Natur und der Aufforstung der Dünenlandschaft. Er starb im Alter von 70 Jahren am 26. Oktober 1925.

## Ehrungen
- 1903 erhielt er für seine Verdienste den Roten Adlerorden, IV. Klasse.[2]
- In Hörde wurde eine Straße und mit dieser eine U-Bahn-Station nach Willem van Vloten benannt.